# Affen- und Vogelpark Eckenhagen
Koordinaten: 50° 59′ 48,1″ N, 7° 41′ 30,9″ O
Der Affen- und Vogelpark Eckenhagen ist ein Tierpark in der Gemeinde Reichshof im Oberbergischen Kreis, Nordrhein-Westfalen.

## Geschichte
Seine Ursprünge hat der Park in einer Vogelsammlung, die zuerst 1972 in einem oberbayerischen Gehege auf einer 3000 m² großen Sumpfwiese entstand. Zweck war die Durchführung einer vergleichenden Verhaltensforschung im Sinne von Konrad Lorenz.
Nachdem der Entschluss gefasst wurde, daraus einen Vogelpark entstehen zu lassen, fiel die Wahl auf ein Gelände des Kirchengutes Wiedenhof in der Gemeinde Reichshof. Die Planungen begannen 1978, am 1. Mai 1981 erfolgte die Eröffnung. Ursprünglich arbeiteten acht Mitarbeiter in dem Tierpark, mittlerweile ist die Zahl auf 40 angewachsen.
Im Eröffnungsjahr gab es im Park 150 Vogelarten mit mehr als 1000 Tieren, es kamen 65.000 Besucher.
Das Gelände hat mittlerweile eine Fläche von acht Hektar, durch den Park führt ein drei Kilometer langer Rundweg. Es gibt ca. 140 Tierarten, einen Streichelzoo, Spielgeräte für Kinder und ein Gartencafé.

## Attraktionen

### Donaudelta-Freiflughalle
Für die Präsentation der Vogelwelt des Donaudeltas wurde eine über 500 m² große und bis zu 8 Meter hohe Freiflughalle gebaut. Zu sehen sind dort Sichler, Kormorane, Zwergsäger, Krickenten, Seidenreiher, Knäkenten, Kuhreiher und Schwarzstörche. Die Halle soll umgebaut werden, ein Abenteuerpfad wird errichtet.

### Allwetter-Indoor-Erlebnis-Halle
In der Indoor-Halle gibt es Spielgeräte insbesondere für Kinder und Jugendliche wie Trampoline, Karussells, die Superschaukel oder die Kletterwand.

### Bauern- und Kleintiermarkt
Auf dem Bauern- und Kleintiermarkt verkaufen Bauern und anderer Tierhändler Hühner und andere Kleintiere.

### Berber- und Totenkopfaffen
Seinen Namen verdankt der Park auch den Affen, welche von Besuchern angefasst und gefüttert werden können. Berberaffen und Totenkopfaffen leben in begehbaren Gehegen, erstere können von den Besuchern mit gesüßtem Popcorn gefüttert werden, welches am Eingang erworben werden kann. Beide Arten sind an Menschen gewöhnt, weshalb es dazu kommen kann, dass sie den Besuchern Popcorntüten oder anderes Essen aus der Hand reißen, auch können sie Reißverschlüsse von Rucksäcken öffnen.

### Sonstige Anlagen
Der Fasanengarten und die Eulenburg sind weitere begehbare Großvolieren, daneben gibt es noch eine Sittichanlage.

### Attraktionen
| Name               | Typ                                 | Hersteller | Eröffnung | Ehemaliger Park         |
| ------------------ | ----------------------------------- | ---------- | --------- | ----------------------- |
| Butterfly          | Familienachterbahn, Shuttle Coaster | Sunkid     | 2017      |                         |
| Butterfly          | Familienachterbahn, Shuttle Coaster | Sunkid     | 2020      |                         |
| Nautic-Jet         | Nautic-Jet                          | Sunkid     | 2009      |                         |
| Tannenzapfen-Fahrt | Teacup Ride                         | Zierer     | 2009      | Panorama-Park Sauerland |

#### Ehemalige Attraktionen
| Name      | Typ                                 | Hersteller | Eröffnung | Schließung |
| --------- | ----------------------------------- | ---------- | --------- | ---------- |
| Butterfly | Familienachterbahn, Shuttle Coaster | Sunkid     | 1991      | 2019       |